# Aportellado
Se llama aportellado a cierto oficio de justicia que se ejercía por alguno de los individuos del Concejo o Ayuntamiento de los pueblos grandes cuando eran comisionados para asistir a determinadas puertas menos principales de los mismos pueblos (llamadas en lo antiguo portiellos) a fin de administrar justicia a los vecinos de los lugares comarcanos. 
Se halla esta voz en privilegios y crónicas antiguas. En el Fuero de Alarcón, dado por el Rey Alfonso VIII se hallan estas palabras: 
Sea pregonado que de aquí adelante non tenga portiello de concejo, é non sea recibido por testimonio.
Y en el Fuero de Madrid, dado por el mismo Rey: 
Qui pro Alcaldía dederit aver, derribent suas casas ad terram & nunquam habeat portellum... Qui intraret in corare (corral) sine mandato del fiador pectet.... foras de los aportelados. Subsidiarius judex, qui alicui civitatis porta praest vicinioribus populis jus dicendo.
Orden, De Cast. lib. 6. tít. 9. 1. 35
Qualesquier otros aportillados de los nuestros reynos, que les den favor y ayuda para todo lo que ovieren menester
Bul. De Alcant. año 255. fol. 68. Escrit. 16.
Et los alcaldes, é el Juez, é el mampostero, é el escribano sean escusados aquel año que fueren aportillados.